# Ernesto Cortázar II
Ernesto Cortázar (1940 – 2004), fue un compositor, arreglista y pianista mexicano, nacido en la Ciudad de México y fallecido en Tampico, Tamaulipas. Hijo del también compositor Ernesto Cortázar que fuera fundador y presidente de la Sociedad de Autores y Compositores de México.

## Datos biográficos
A la edad de 13 años, Ernesto Cortázar perdió a sus padres en un accidente automovilístico. Concluyó sus estudios musicales y a los 17 años empezó su tarea como musicalizador de películas. En 1958 obtuvo el premio de Mejor Música de Fondo para una película latinoamericana en el Festival Internacional de Cartagena (Colombia), con la melodía Río de Sueños.
Musicalizó más de 500 películas y logró convertirse en el artista #1 de «mp3.com» durante los años 1999 y 2001, logrando en esa época más de 14 millones de descargas.
Después de vivir en Los Ángeles, California durante casi toda su vida adulta, regresó a México, instalándose en Tampico, donde murió, víctima del cáncer en 2004.